# Hyllus vinsoni
Hyllus vinsoni är en spindelart som först beskrevs av Peckham, Peckham 1885.  Hyllus vinsoni ingår i släktet Hyllus och familjen hoppspindlar. Inga underarter finns listade i Catalogue of Life.